# Великий адронний колайдер
46°14′ пн. ш. 06°03′ сх. д. / 46.233° пн. ш. 6.050° сх. д.

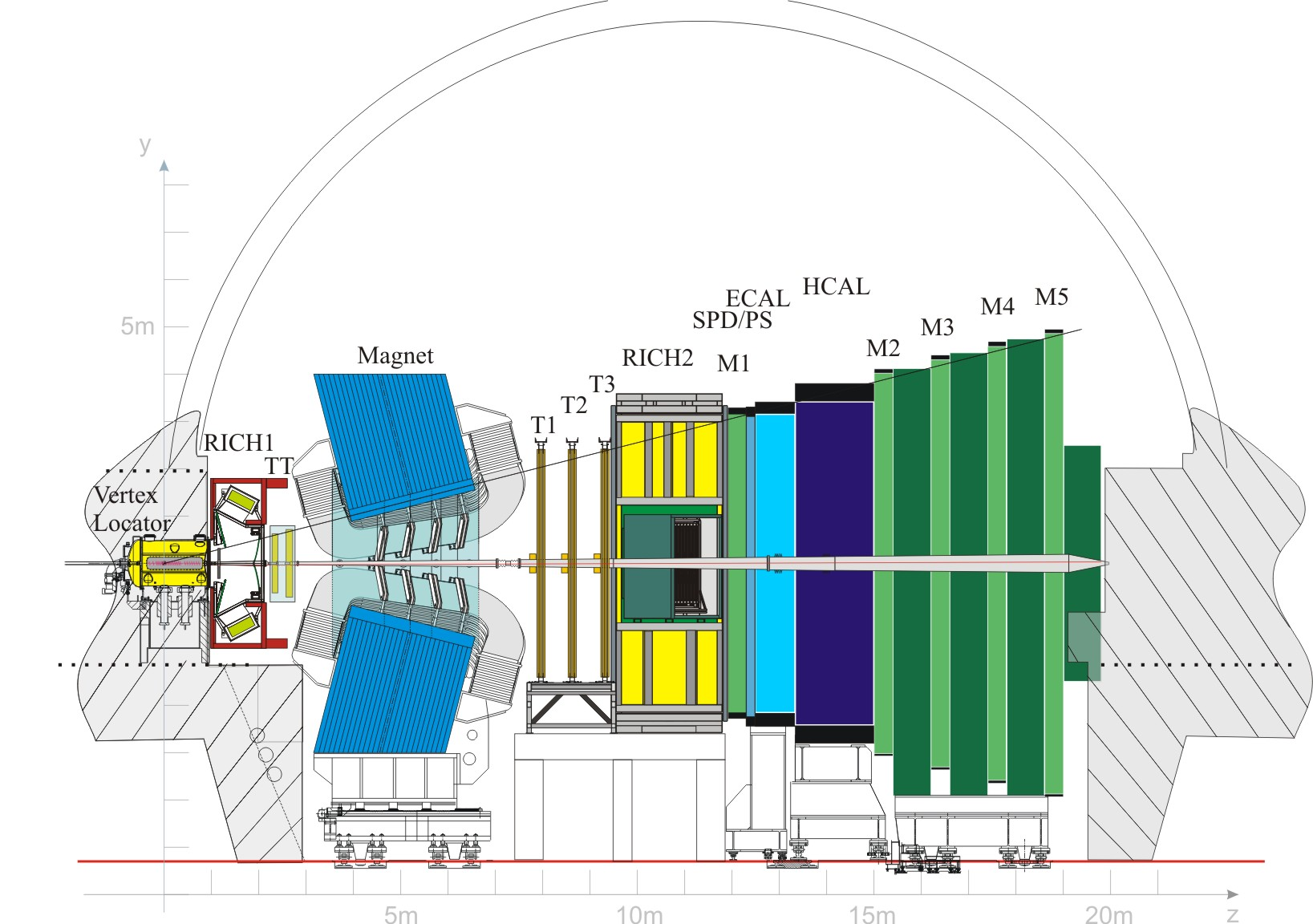
Схематичне зображення детектора LHCb.

Розміщення ВАК (зелене кільце) на мапі. Синє кільце – SPS – менш потужний прискорювач. Справа внизу позначено аеропорт Женеви.

Вели́кий адро́нний кола́йдер (англ. Large Hadron Collider, LHC) — найбільший у світі прискорювач елементарних частинок, збудований у Європейському центрі ядерних досліджень (CERN), поблизу Женеви (Швейцарія), між 1998 і 2008 роками.
Фінансування та розробку проєкту здійснюють понад 10 тисяч науковців та інженерів, представників різних університетів і лабораторій з понад 100 країн світу.
Прискорювач пролягає в тунелі (у формі тора окружністю 27 км) на глибині до 175 м (570 футів) під землею на кордоні Франції та Швейцарії, поблизу Женеви, Швейцарії. Як свідчить назва, він призначений для прискорювання адронів, зокрема протонів і важких іонів.
Перших зіткнень вдалось досягти в 2010 році з енергією в 3,5 тераелектронвольт (ТеВ) на промінь, що приблизно в чотири рази перевищило попередній світовий рекорд. Після модернізації 2015 року вдалось отримати енергію 6,5 ТеВ на промінь (13 ТеВ загальна енергія зіткнення, сучасний світовий рекорд). 

## Основні завдання ВАК

### Вивченнямеханізму Хіггса
Цей, раніше суто теоретичний, механізм пояснює, яким чином деякі елементарні частинки набули масу, що призвело до порушення симетрії в межах електрослабкої взаємодії (де, як відомо, фотон безмасовий, а W та Z бозони масивні). Підтвердженням існування цього механізму повинен бути бозон Хіггса, пошук якого і був одним із завдань ВАК. У випадку існування цього бозону з допомогою експерименту планувалося визначити його основні характеристики (заряд та масу) і таким чином підтвердити або зробити спробу розширити Стандартну модель (в залежності від маси бозону). 
Експерименти ATLAS та CMS оголосили про відкриття бозону Хіггса 4 липня 2012 року. Опубліковані восени 2012 року результати доводять існування частинки з масою близько 125 ГеВ, що має властивості відповідні до передбачених властивостей бозону Хіггса. Впродовж 2015-2018 років на ВАК було зібрано значно більшу кількість експериментальних даних, що дозволили виміряти з великою точністю параметри цієї частинки і впевнено поставити її у відповідність до теоретично передбаченого бозона Хіггса. Було відкрито 5 каналів розпаду цього бозона: розпад у два фотони, чотири лептони, пару b-кварків, пару W бозонів та пару тау-лептонів; всі результати відповідають теоретичним передбаченням. Ведеться пошук рідкісного каналу розпаду у два мюони та інших розпадів, для дослідження яких необхідно зібрати значно більший обсяг даних. Так само, більший обсяг даних має бути досліджено для відкриття надзвичайно рідкісного процесу народження двох (або більшої кількості) бозонів Хіггса в одному зіткненні пучків.
У травні 2023 року на фізичній конференції LHC у Белграді були оприлюднені результати, які підвищили статистичну точність швидкості знаменитого «віддавання маси» при розпаді частинки Хіггса на фотон і Z-бозон із слабкою ядерною силою короткого радіусу дії. Подібний розпад є подією приблизно одна із тисячі, або, як вже зазначається в підручниках, приблизно 0,15 відсотка від всіх розпадів Хіггса.
Станом на 2019 рік, наукові статті 2012 року про відкриття бозону Хіггса отримали більше 9 тисяч цитувань, що ставить їх у п'ятірку найцитованіших наукових статей у фізиці елементарних частинок.

### Вимірювання параметрівСтандартної моделі
Значення основних параметрів Стандартної моделі фізики елементарних частинок, таких як маси калібрувальних бозонів та константи електрослабкої взаємодії, були виміряні недостатньо точно до початку роботи ВАК. Вимірювання цих параметрів є одним з основних задань ВАК, яке успішно виконується.

### Вивченнятоп-кварків
Топ-кварк — найважчий кварк і, більше того, це найважча з відкритих поки елементарних частинок. Згідно з результатами Теватрону, що були відомі ще до запуску ВАК, його маса становить 173,1 ± 1,3 ГеВ/c². Через свою велику масу топ-кварк до запуску ВАК спостерігався лише на одному прискорювачі — Теватрон, на інших прискорювачах просто не вистачало енергії для його продукування. Крім того, топ-кварки цікавлять фізиків не тільки самі по собі, але і як «робочий інструмент» для вивчення хіггсівського бозона. Один з найважливіших каналів народження хіггсівського бозона в ВАК — асоціативне народження разом з топ-кварк-антикварковою парою. Для того, щоб надійно відокремлювати такі події від фону, треба спочатку добре вивчити властивості самих топ-кварків.
Вже 2014 року експерименти ATLAS та CMS змогли уточнити масу топ-кварка, а невдовзі детально вивчити його властивості. Асоціативне народження хіггсівського бозона з топ-кварк-антикварковою парою було експериментально досліджено у 2018. 

### Пошуксуперсиметрії
Ця гіпотетична теорія постулює симетрію між бозонами та ферміонами в природі у випадку енергій понад 1 ТеВ і є одним із запропонованих розширень Стандартної моделі. Станом на 2021 рік, підтверджень цієї теорії здобути не вдалося: результати ВАК допомогли виключити значну кількість гіпотетичних сценаріїв. Варто відзначити, що ці негативні результати не ставлять крапку на теорії суперсиметрії: є не виключеною можливість, що маса таких частинок настільки велика, що їх неможливо спостерігати на ВАК. 
Також було досліджено інші гіпотетичні сценарії: існування раніше невідомих довгоживучих частинок або магнітних монополей також не було підтверджено. 

### Дослідженнякварк-глюонної плазми
Приблизно один місяць на рік прискорювач працює в режимі ядерних зіткнень. Окрім зіткення пучків протонів, протягом 2010-2018 років досліджувались зіткенення двох пучків свинцю (PbPb), протонів та свинцю (pPb), а у 2017 також двох пучків ксенону (XeXe). Зіткнення важких іонів дозволяє досліджувати також рідкісні електромагнітні процеси завдяки сильним електромагнітним полям у важких ядрах. Так, колаборація ATLAS відкрила процес розсіяння фотонів на фотонах. 

### Дослідження важкихадронів
Ще до запуску ВАК фізика важких (таких, що містять c- або b-кварки) адронів вважалася перспективним напрямом пошуку відхилень від Стандартної моделі. Це є можливим завдяки тому, що розпад цих короткоживучих (період напіврозпаду порядка пікосекунди) адронів відбувається з допомогою слабкої взаємодії, в якій порушується CP-інваріантність. Точне вимірювання значень CP-асиметрії у розпадах важких адронів є одним із завдань ВАК, над яким переважно працює експеримент LHCb. Саме на цьому експерименті вперше було відкрито порушення CP-інваріантності у розпадах D мезонів, а також залежність CP-асиметрії від часу у розпадах Bs мезонів.  
У слабких розпадах адрони масою порядка 2 – 5 ГеВ розпадаються з допомогою віртуальних W та Z бозонів масою у 80 – 90 ГеВ. Це дає можливість припустити, що гіпотетичні частинки з ще більшою масою можуть мати вплив на такі розпади, проявляючи себе у відхиленнях від передбачень Стандартної моделі. Ще до старту ВАК передбачалося, що у деяких моделях суперсиметрії рідкісний розпад Bs мезона на два мюони (що у Стандартній моделі стається лише в трьох із мільярда Bs мезонів) може бути значно частішим. Три з чотирьох великих експериментів на ВАК взялися за перевірку цієї гіпотези: виміряна ймовірність такого розпаду станом на 2020 рік (близько 2.6 розпадів на мільярд) узгоджується зі Стандартною моделлю, що виключає гіпотетичні ефекти суперсиметрії, проте не виключає певні інші моделі фізики за межами Стандартної моделі. Незначні відхилення від передбачень Стандартної моделі спостерігаються у інших рідкісних розпадах B мезонів, проте (оскільки ці розпади надзвичайно рідкісні) необхідно зібрати більший обсяг даних для підтвердження результатів.  
Окрім дослідження розпадів вже відомих адронів, передбачався пошук нових адронів, що були передбачені Стандартною моделлю, але не були доступними на попередніх експериментах. Загалом, ВАК за 10 років відкрив кілька десятків нових адронів. Хоча більша частина з них подібні за кварковим складом до уже відомих частинок, було також відкрито кілька принципово нових адронів. Серед них варто виділити "двічі чарівний" баріон Ξcc++ , що є першим відомим баріоном з двома чарівними кварками.  
Дослідження "екзотичних" адронів, тобто таких, що не вписуються у класифікацію мезонів та баріонів, є важливим для розуміння законів квантової хромодинаміки. У експериментах на ВАК було відкрито пентакварки, а також досліджено або відкрито кілька тетракварків.

## Історія

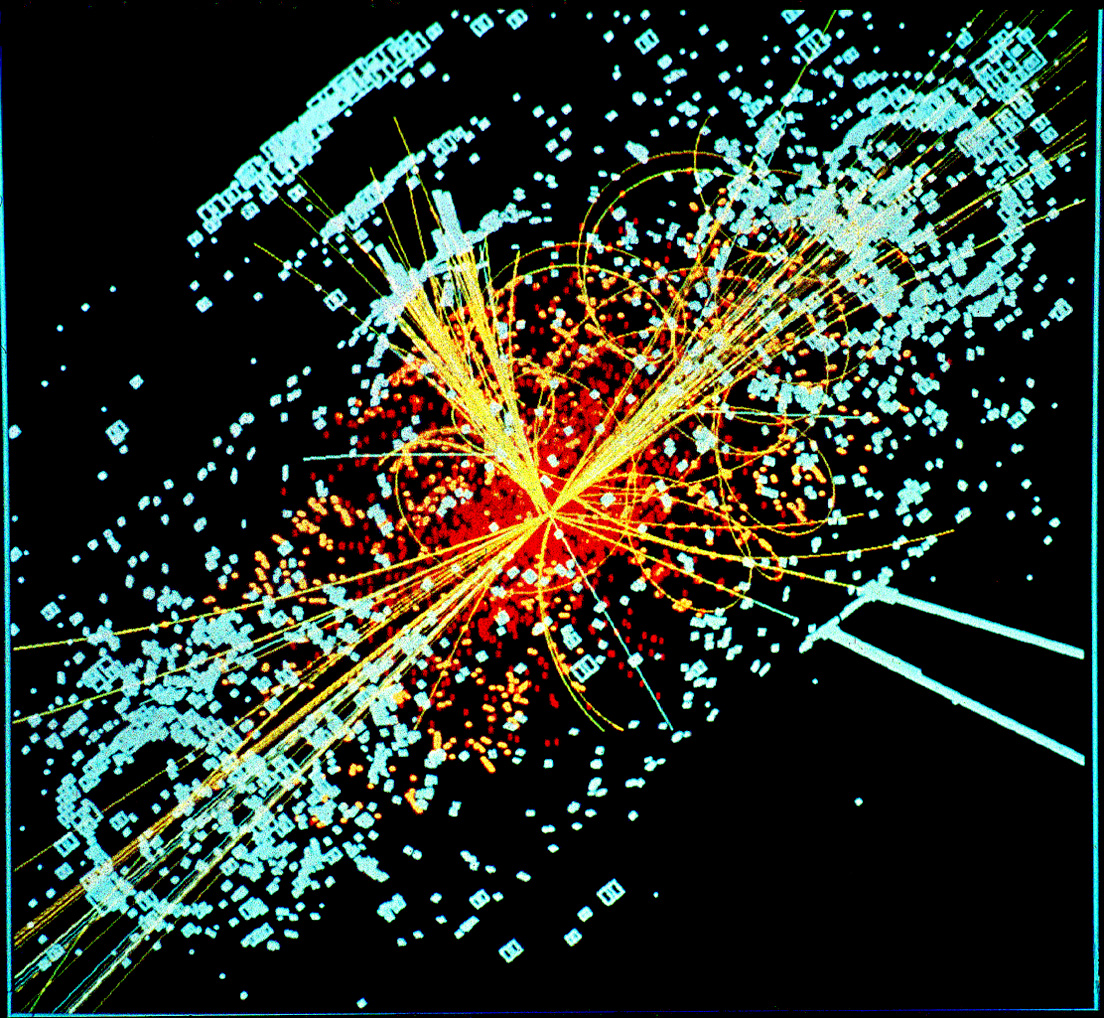
Моделювання процесу зародження Бозону Хігса в детекторі CMS.

Проєкт був задуманий 1984 року, його реалізацію почали 2001-го. Для спорудження ВАК було використано існуючий тунель, в якому до 2000 року працював електрон-позитронний колайдер LEP. 
Запуск ВАК спершу планували на 8 липня 2008 року, але відбувся він 10 вересня. Запуск вважають успішним — пучок частинок з енергією 450 гігаелектрон-вольт проведено по всьому кільцю колайдера.
Офіційну церемонію відкриття Великого адронного колайдера було заплановано на 21 жовтня 2008 року. Але через несправність кріогенної системи колайдера, яка сталася 19 вересня, ВАК запустили лише 20 листопада 2009 року.
30 березня 2010 року у Великому адронному колайдері вперше успішно здійснено зіткнення протонів, що рухалися зі швидкістю, наближеною до швидкості світла.
14 лютого 2013 — Великий адронний колайдер було зупинено для запланованого ремонту, який тривав до листопада 2014. Техніки замінили понад 10 тисяч високовольтних з'єднань між надпровідними магнітами. Також було збільшено захист чутливого електронного обладнання в тунелі від іонізуючого випромінювання. Крім головного 27-кілометрового колайдера, проведено модернізацію протонного синхротрона та протонного суперсинхротрона. Після завершення роботи енергія зіткнень у ВАК зросла з 8 до 13 тераелектронвольт, а також збільшилась його світність (кількість зіткнень між частинками на секунду).
8-16 березня 2013 — під час наукової конференції у Ля-Тюїль (Італія) фізики, які працюють на Великому адронному колайдері, оприлюднили нові дані, які підтверджують, що елементарна частинка, отримана у ході експерименту на ВАК є саме бозоном Хіггса.
Після зупинки на модернізацію у 2013 році, колайдер почав повноцінну роботу навесні 2015 року. У квітні 2016 року CERN відімкнув ВАК від живлення після короткого замикання, колайдер у цей час був у роботі. Речник CERN Арно Марсольє повідомив, що тхір проліз до трансформатора високої напруги, що призвело до короткого замикання, тварина загинула, але Великий адронний колайдер буде полагоджено за кілька днів. Колайдер успішно працював до кінця 2018 року, коли його було закрито на планову трирічну модернізацію. 
Наприкінці 2018 року колайдер було вимкнено для подальшої модернізації прискорювача та детекторів. Перезапуск колайдера планується навесні 2022 року з можливим підвищенням енергії зіткнення до 14 ТеВ.
5 липня 2022 року, після запуску колайдера, вчені відкрили одразу три досі невідомі науці кварки. Було виявлено пентакварк та пару тетракварків, один з яких, до речі, ще й мав заряд.
28 листопада 2022 року, згідно повідомлення видавництва Süddeutsche Zeitung, через енергетичну кризу, Європейська організація ядерних досліджень (CERN) на два тижні раніше запланованого терміну зупинила роботу колайдера.
У лютому 2024 року CERN оголосив про те, що з грудня поточного року понад 500 вчених з російських інститутів буде відсторонено від роботи в організації. Рішення про припинення співпраці з російськими вченими було ухвалено CERN ще у листопаді 2022 року у відповідь на повномасштабне вторгнення Росії до України.

### Передісторія ВАК з 1976 року
| Період                      | Подія                                      | Опис |
| --------------------------- | ------------------------------------------ | --- |
| 5 квітня 1976               | Протонний суперсинхротрон SPS              | Були запущені перші пучки протонів в новому 7-кілометровому прискорювачі у CERN — протонний суперсинхротрон (SPS). Протони розганялися в ньому до рекордної енергії 400 ГеВ і прямували на нерухомі мішені. SPS продовжував успішно працювати і в еру LEP, і навіть у XXI столітті. Починаючи з 2010 року основна функція SPS — попередній розгін і постачання протонів у Великий адронний колайдер |
| 18 липня 1977               | Проєкт LEP і задумка ВАК                   | Був опублікований перший проєкт Великого електрон-позитронного колайдера (LEP) в CERN, який буде встановлений в спеціальному кільцевому тунелі завдовжки майже 30 км. Тоді ж була висловлена і думка, що в майбутньому в тому ж тунелі можна буде розмістити і адронний коллайдер, який, можливо, буде працювати одночасно з LEP. Тому тунель для LEP проєктувався з урахуванням такої можливості. |
| 1981                        | Початок робіт над створенням магнітів      | Почалися розробки магнітів для ВАК — основи майбутнього колайдера. Магніти повинні були тримати поле близько 10 Тесла, а значить, їх необхідно робити надпровідними, але при цьому вони повинні вміщуватися в просторі підземного тунелю. Основний упор робився на конфігурацію «два в одному» (дві окремі вакуумні труби для зустрічних протонних пучків, поміщені в єдиний Кріостат), але розглядалися й інші варіанти. Конфігурація «два-в-одному» стала згодом емблемою ВАК.                                                                        |
| Січень 1983 — січень 1988   | Прокладання 27-кілометрового тунелю        | Протягом 5 років у CERN велися екскаваційні роботи з прокладанням кільцевого 27-кілометрового тунелю. У ньому розташовуэться Великий електрон-позитронного колайдера (LEP), а по закінченні його роботи, в 2000-і роки, в тому ж тунелі змонтують і Великий адронний колайдер. Прокладка тунелю стала найбільшим на той час екскаваціним проєктом в Європі (рекорд був побитий в 1988 році, коли почалися роботи з прокладання підземного тунелю під Ламаншем.) Вартість цих робіт склала більше половини всього бюджету LEP.                           |
| Квітень 1983                | LHC Note 1                                 | В CERN опубліковано технічний звіт, що містить попередні оцінки того, як міг би працювати адронний колайдер в тунелі LEP. Звіт вийшов під номером «LEP Note 440», а згодом він отримав номер «LHC Note 1». |
| 3 липня 1983                | Теватрон                                   | У Національній лабораторії ім. Е. Фермі в США почав свою роботу Теватрон — протон-антипротон колайдер, що вдаряє частки на енергії 512 ГеВ (пізніше енергія частинок була піднята до 980 ГеВ). У 1990–2000-і роки на Теватроні було зроблено багато робіт з фізики сильних і електрослабкої взаємодії, включаючи відкриття топ-кварків. У 2010–2012 роках Теватрон залишається головним конкурентом ВАК в пошуку гіґґсівського бозона. |
| 21 березня 1984             | Конференція з ВАК у Лозанні                | CERN спільно з Європейським комітетом по майбутніх прискорювачів організував з 21 по 27 березня 1984 робочу конференцію з ВАК у Лозанні (Швейцарія). На ній були представлені результати вивчення різних шляхів для створення колайдера, а також загальні начерки детекторів для ВАК. Розробки магнітної системи прискорювача орієнтувалися на енергію протонів від 5 до 9 ТеВ; обговорювалися можливості зіштовхувати ядра важких іонів, а також проєкт електронно-протонного колайдера (при одночасній роботі LEP і ВАК, змонтованих один над одним). |
| Грудень 1984                | Нобелівська премія за W і Z бозони         | Нобелівська премія з фізики за 1984 рік була вручена Карлу Руббіа і Симону ван дер Меру за їх ключову роль у відкритті в експериментах на SPS частинок-переносників слабкої взаємодії — W і Z бозонів. Це відкриття, яке підтвердило теорію електрослабкої симетрії, стало можливим завдяки тому, що в 1981 році SPS перетворився з протонного прискорювача в протон-антипротонний колайдер. |
| 14 липня 1987               | Проєкт LAA                                 | У CERN починає роботу проєкт LAA, завданням якого є вироблення загальних принципів, за якими будуть проєктуватися детектори для майбутнього адронного колайдера. |
| 22 квітня 1988              | Підвищення світимості                      | Спеціальна комісія, створена в 1987 році, вивчила можливості збільшення світимості ВАК в порівнянні з початковими планами і в своєму звіті від 22 квітня 1988 дала позитивний висновок. Орієнтиром світимості для ВАК стало значення 1034 см−2с−1. |
| Червень 1988                | Перші магніти                              | Протестовані перші невеликі моделі надпровідних магнітів, виготовлені італійською фірмою Ansaldo Componenti у співпраці з CERN. Магнітне поле вдалося підняти до 8,5 Тесла без зриву надпровідності. У наступні роки було досягнуто магнітне поле напруженістю 10,2 Тесла. Порівняння різних варіантів магнітів і оптимізація їх конструкції тривали ще кілька років. |
| Березень 1989               | WWW                                        | Співробітник CERN Тім Бернерс-Лі запропонував нову гіпертекстову систему обробки інформації, з якої потім виріс WWW. |
| 14 липня 1989               | Запрацював LEP                             | 14 липня 1989 у Великий електрон-позитронний колайдер (LEP) були запущені перші електрони і позитрони. Місяць по тому розпочалися перші зіткнення. У наступні 11 років LEP виконав велику програму досліджень з вивчення Стандартної моделі фізики елементарних частинок. |
| 4 жовтня 1990               | Конференція в Ахені по ВАК                 | Європейський комітет з майбутніх прискорювачів організував в Ахені (ФРН) конференцію, присвячену ВАК. На ній були представлені, серед інших доповідей, і проєкти двох різних детекторів для ВАК. |
| Травень 1991                | Технічний проєкт ВАК                       | Опубліковано 212-сторінковий звіт («The Pink Book») групи, що вивчала можливість створення ВАК. Планована енергія протонів — 7,7 ТеВ. |
| 20 грудня 1991              | Рада CERN підтримав ВАК                    | У резолюції, затвердженої Радою CERN, констатується, що ВАК — підходящий проєкт для CERN після завершення роботи колайдера LEP. Конкурентом ВАК був проєкт лінійного електрон-позитронного колайдера. |
| 5 березня 1992              | Фізична програма                           | З 5 по 8 березня 1992 року в Ев'ян-ле-Бен (Франція) пройшла конференція, після якої розпочала в деталях вимальовуватися фізична програма досліджень на ВАК. |
| 15 березня 1992             | LHCC — Комітет з експериментів на ВАК      | За результатами березневої конференції в Ев'ян-ле-Бен (Франція) в CERN був сформований Комітет з експериментів на ВАК (LHCC). Перше засідання комітету відбулося 23 жовтня 1992 року. |
| 5 листопада 1992            | Чотири детектори для ВАК                   | У листопаді 1992 року Комітету з експериментів на ВАК були представлені заявки (Letter of Intent) на створення трьох великих детекторів: ATLAS (який утворився після злиття двох ранніх проєктів EAGLE і ASCOT), CMS та L3P. У 1993 році Комітет підтримав заявки ATLAS і CMS, відхиливши заявку L3P. У березні 1993 року також була представлена заявка на створення детектора ALICE, а в серпні 1995 року — заявка детектора LHCb. |
| 1993                        | Лін Еванс                                  | Лін Еванс призначений керівником проєкту ВАК і залишається ним донині. У 1990-х роках він зіграв величезну роль не тільки в розробці магнітної системи коллайдера, а й у залученні до проєкту ВАК нових країн і, як наслідок, додаткового фінансування. |
| 21 жовтня 1993              | SSC                                        | Конгрес США відмовився продовжувати фінансування американського суперколайдера SSC, розрахованого на енергію протонів 20 ТеВ. Проєкту був виділений останній грошовий транш у розмірі 640 млн доларів для згортання робіт. У наступні роки американські фізики почали приєднуватися до груп, які працюють над ВАК. |
| 15 грудня 1994              | Технічні проєкти детекторів ATLAS і CMS    | Комітету з експериментам на ВАК представлені технічні проєкти (Technical Proposal) детекторів ATLAS і CMS. |
| 16 грудня 1994              | ВАК офіційно затверджений                  | Рада CERN офіційно затвердила проєкт по створенню ВАК як один з ключових проєктів CERN. Проєкт передбачав створення прискорювача в два етапи (енергія протонів 4,5 ТеВ до 2004 року і 7 ТеВ до 2008 року), з можливістю перегляду стратегії в 1997 році. |
| грудень 1994 — грудень 1998 | Прототип «String 1» — комірка довжиною 42м | Створення і тестування комірки String 1 — прототипу ділянки ВАК довжиною 42 м, який складався з чотирьох магнітів, які підтримуються температурою в 1,9 К. |
| 20 грудня 1996              | ВАК в один етап                            | Завдяки додатковому фінансуванню від нових країн-учасників проєкту, Рада CERN ухвалила рішення реалізувати будівництво ВАК не в два, а в один етап. Завершення будівництва очікувалося в 2005 році. |
| листопад 1997               | Перший 15-метровий дипольний магніт        | У CERN з Італії прибув перший прототип 15-метрового поворотного магніту, виготовлений за покращеною технологією з урахуванням результатів String-1. |

### Перспективи подальшого розвитку
Заплановано ще декілька модернізацій ВАК у майбутньому. Модернізація з метою досягнення ще більшої світності має назву HL-LHC (high-luminosity LHC) і має відбутись до 2027 року. Надалі, розглядається варіант модернізації магнітів прискорювача, що дозволить подвоїти енергію зіткнень або ж будівництва принципово нового прискорювача, що замінить ВАК. Приорітети подібних проєктів визначаються відповідно до результатів досліджень, отриманих на ВАК. Для майбутніх відкриттів потрібен ще потужніший прискорювач частинок – і саме це CERN планує створити за допомогою майбутнього кругового колайдера (FCC), енергія якого буде в 10 разів більшою, ніж у наявних пристроїв.

## Детектори

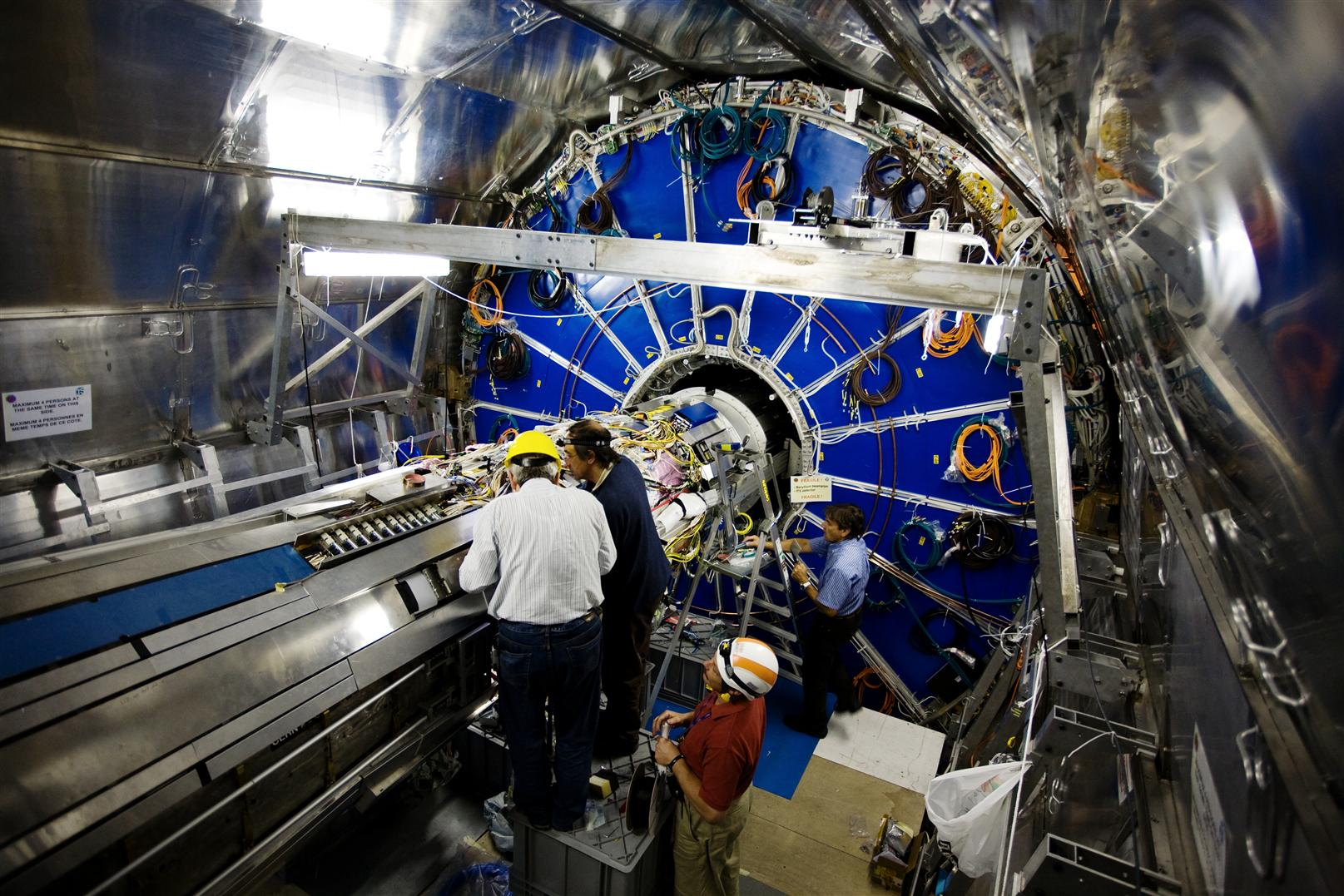
Монтаж внутрішньої системи відстеження на детектор ALICE

На ВАК встановлено 7 детекторів, розміщених у міжсекційних блоках. Два з них — ATLAS та CMS (Компактний мюонний соленоїд) — великогабаритні детектори загального призначення (англ. general-purpose detectors), розраховані для різноманітних досліджень, але конструктивно оптимізовані для пошуку бозона Хіггса та фізики за межами Стандартної моделі. ALICE (A Large Ion Collider Experiment, Іонний колайдерний експеримент) оптимізований для досліджень кварк-глюооної плазми та законів квантової хромодинаміки у зіткненнях важких йонів та протонів. LHCb (LHC beauty experiment) є четвертим за розміром експериментом, він оптимізований для досліджень CP-симетрії та пошуку фізики за межами Стандартної моделі в розпадах адронів, що містять c- та b-кварки (останні дали назву експерименту). 
Компанія BBC дала наступне визначення:
- ATLAS — один з двох детекторів з широкою сферою функціонування з метою нових відкриттів та відповідей на старі питання;
- CMS — детектор з широкою сферою функціонування, котрий «полює» на бозони Хіггса і шукає природу походження темної матерії;
- ALICE — вивчає «рідинну» форму існування матерії, відому як кварк-глюонна плазма, короткий проміжок існування якої виник відразу ж після Великого Вибуху;
- LHCb — вивчає рівну кількість матерії та антиматерії, яка вивільняється після Великого вибуху. Намагається дати відповідь на питання: «Що сталося зі „зниклою“ антиматерією?».

На кожному з чотирьох основних детекторів працює окрема наукова колаборація, кожна з яких налічує понад тисячу фізиків та інженерів з десятків країн світу. 
Окрім чотирьох основних експериментів, кожен з яких має свою точку зіткнення пучків, є додаткові невеликі експерименти, розташовані поруч з одним з основних, використовуючи частину їх інфраструктури. Такими є TOTEM (розташований біля CMS), LHCf (LHC forward experiment, розташований біля ATLAS), MOEDAL (розташований біля LHCb), або ж восьмий експеримент, який отримав назву FASER та який вже приніс свої результати. Так у липні 2024 року, на сторінках видання Physical Review Letters, було повідомлено, що нейтрино високих енергій реєструються вкрай рідко і вони ніколи не були отримані на Землі штучним шляхом. Йдеться про діапазон енергій від 200–300 ГеВ (гігаелектронвольт) до 10 ТеВ. Вперше заявку про проникнення вченими в даний діапазон енергій було зроблено в березні 2023 року. Фізикам колаборації FASER вперше вдалося отримати нейтрино високих енергій у земній лабораторії, а саме, їм вдалося виявити чотирьох кандидатів у події від взаємодій електронних нейтрино та вісім кандидатів події від взаємодій мюонних нейтрино – все з достовірністю вище 5 «сигма», що еквівалентно відкриттю. Усі кандидати в рукотворні нейтрино перебували у маловивченому практично діапазоні енергій від 520 до 1760 ГеВ.
Ці невеликі експерименти мають дуже вузьку галузь досліджень та відповідні наукові перспективи.  

## Внесок України
В експериментах на ВАК задіяно понад 40 країн світу. Зокрема, українські науковці з Харківського фізико-технічного інституту (ННЦ ХФТІ) та НТК «Інститут монокристалів», фізик-теоретик Г. М. Зинов'єв брали участь у частині проєкту ВАК — роботах над системою детектування ALICE (внутрішньою трековою системою). У Науково-дослідному технологічному інституті приладобудування (Харків) під керівництвом професора В.Борщова налагодили відповідне виробництво. Фінансування української частини робіт здійснювалося коштом Українського Науково-Технологічного центру, створеного відповідними департаментами США, Японії та Канади, а також INTAS [Архівовано 30 травня 2022 у Wayback Machine.], CERN і НАТО, адже офіційно участь України в CERN на той час ще не було оформлено.
Українські наукові інститути беруть участь в колабораціях CMS, ALICE та LHCb.  

## Громадський резонанс
Волтер Ваґнер, власник ботанічного саду на Гавайських островах, і Луїс Санчо (Іспанія) подали позов до суду, вимагаючи
втрутитись в запуск Великого адронного колайдера і відкласти його на чотири місяці. Ваґнер та Санчо стверджували, що запуск колайдера є небезпечним для людства: він може спровокувати появу невеликої чорної діри або «дивної частки», яка перетворить Землю на грудку «дивної матерії». Дослідники з CERN спростовували ці гіпотези та назвали заяви Ваґнера і Санчо — повною нісенітницею.